# Euxoa condita
Euxoa condita là một loài bướm đêm trong họ Noctuidae.